# Gouania riparia
Gouania riparia är en brakvedsväxtart som beskrevs av Reiss.. Gouania riparia ingår i släktet Gouania och familjen brakvedsväxter. Inga underarter finns listade i Catalogue of Life.